# Parti libéral de Cuba
Le Parti libéral de Cuba (en espagnol : Partido liberal de Cuba) ou PLC, est un parti politique cubain fondé en 1878, sous le nom de Parti libéral autonomiste (en espagnol : Partido Liberal Autonomista) (PLA). Il change de dénomination en 1898, et devient l'un des principaux partis cubains des années 1910 à la révolution cubaine qui le contraint l'exil. Il est dissout le 11 mars 1952.
Les présidents Alfredo Zayas y Alfonso (1921-1925) et Gerardo Machado (1925-1933) en sont issus.
Le Parti national libéral de Cuba (en), qui lui a succédé est lui-même membre de l'Internationale libérale.